# 閩南
閩南（びんなん、閩南語の発音：Bân-lâm）は、福建省（略称：「閩」）の南部を指す呼称。東部では台湾海峡に向き合い、地理的に中華人民共和国福建省の漳州・泉州・廈門の三つの地級市（経済が発達し、「閩南金三角」「閩南ゴールデントライアングル」と呼ばれる）と中華民国の金門を含んでいる。広義の閩南には龍岩市新羅区と漳平市内も含む。福建省南部の九龍江・晋江流域を含むこともある。 

## 民族
- 閩南民族：閩南語が通用している閩南地方は、明代・清代に泉州府（北部、現在の泉州市・廈門市）と漳州府（南部、現在の漳州市）に分かれた。多数の台湾人、一部の浙南漢人の本籍、南洋諸国の華人の本籍はこの民族。
- 客家民族：西部辺境の閩西地方は客家地区へつながる地方でもある。客家語の分布地域も含まれる。例えば、詔安県秀篆、官陂、葛霞、太平、紅星などの郷鎮。雲霄県、南靖県、平和県の一部の地区。多数の台湾人、一部の浙南漢人の本籍、南洋諸国の華人の本籍はこの民族。
- 回族：泉州の百崎回族郷などに居住している。
- シェ族：漳州の隆教・赤嶺・湖西に居住している。
- 外省人：近年は中国各地から閩南地区への移入が増え、現地では俗称で「阿北仔」と呼ばれている。